# Schwendi
Schwendi è un comune tedesco di 7 061 abitanti situato nel land del Baden-Württemberg.